# Psilacrum sabroskyi
Psilacrum sabroskyi är en tvåvingeart som beskrevs av Kanmiya 1987. Psilacrum sabroskyi ingår i släktet Psilacrum och familjen fritflugor. Inga underarter finns listade i Catalogue of Life.